# Espaço Rap 2
Espaço Rap 2 é a segunda edição da coletânea musical de rap Espaço Rap, produzida por vários artistas do gênero. Foi lançado em 1999 e contém 11 faixas.

## Faixas
1. Fogo na Bomba - De Menos Crime
2. Click Clack Bang - Conexão do Morro
3. Dia de Visita - Realidade Cruel
4. Carruagem da Morte - Face da Morte
5. África - A Firma
6. Marcas da Adolescência - Visão de Rua
7. Malandragem dá um Tempo (Ao Vivo) - Thaíde e DJ Hum
8. De Esquina (Ao Vivo) - Xis e Dentinho
9. Eu Sou uma Droga (Ao Vivo) - Rap Sensation
10. Lembranças (Ao Vivo) - Consciência Humana
11. V.e.m. (Ao Vivo) - Duck Jam & Nação Hip Hop